# Pericalymma ellipticum
Pericalymma ellipticum är en myrtenväxtart som först beskrevs av Stephan Ladislaus Endlicher, och fick sitt nu gällande namn av Johannes Conrad Schauer. Pericalymma ellipticum ingår i släktet Pericalymma och familjen myrtenväxter.

## Underarter
Arten delas in i följande underarter:
- P. e. ellipticum
- P. e. floridum